# Casacalenda
Casacalenda község (comune) Olaszország Molise régiójában, Campobasso megyében.

## Fekvése
A megye központi részén fekszik. Határai: Bonefro, Guardialfiera, Larino, Lupara, Montorio nei Frentani, Morrone del Sannio, Provvidenti és Ripabottoni.

## Története
A települést a Polübiosz által is említett Kalene városával azonosítják, amely alatt i. e. 537-ben összecsaptak a rómaiak és a Hannibal vezette karthágói csapatok. Első írásos említése 1166-ból származik. A következő századokban különböző nemesi családok birtoka volt. A 19. században nyerte el önállóságát, amikor a Nápolyi Királyságban felszámolták a feudalizmust.

## Népessége
A népesség számának alakulása:

## Főbb látnivalói
- Palazzo di Sangro
- Santa Maria Maggiore-templom